# فيليب فوركويت
فيليب فوركويت (بالفرنسية: Philippe Forquet)‏
```
هو 
ممثل
 
فرنسي
، ولد في 27 سبتمبر 1940 
بباريس
 في 
فرنسا
.
[
3
]
[
4
]
[
5
]
```

## وصلات خارجية
- فيليب فوركويت على موقع IMDb (الإنجليزية)
- فيليب فوركويت على موقع أول موفي (الإنجليزية)
- فيليب فوركويت على موقع قاعدة بيانات الأفلام السويدية (السويدية)
- فيليب فوركويت على موقع قاعدة بيانات الفيلم (الإنجليزية)